# Hirschberger

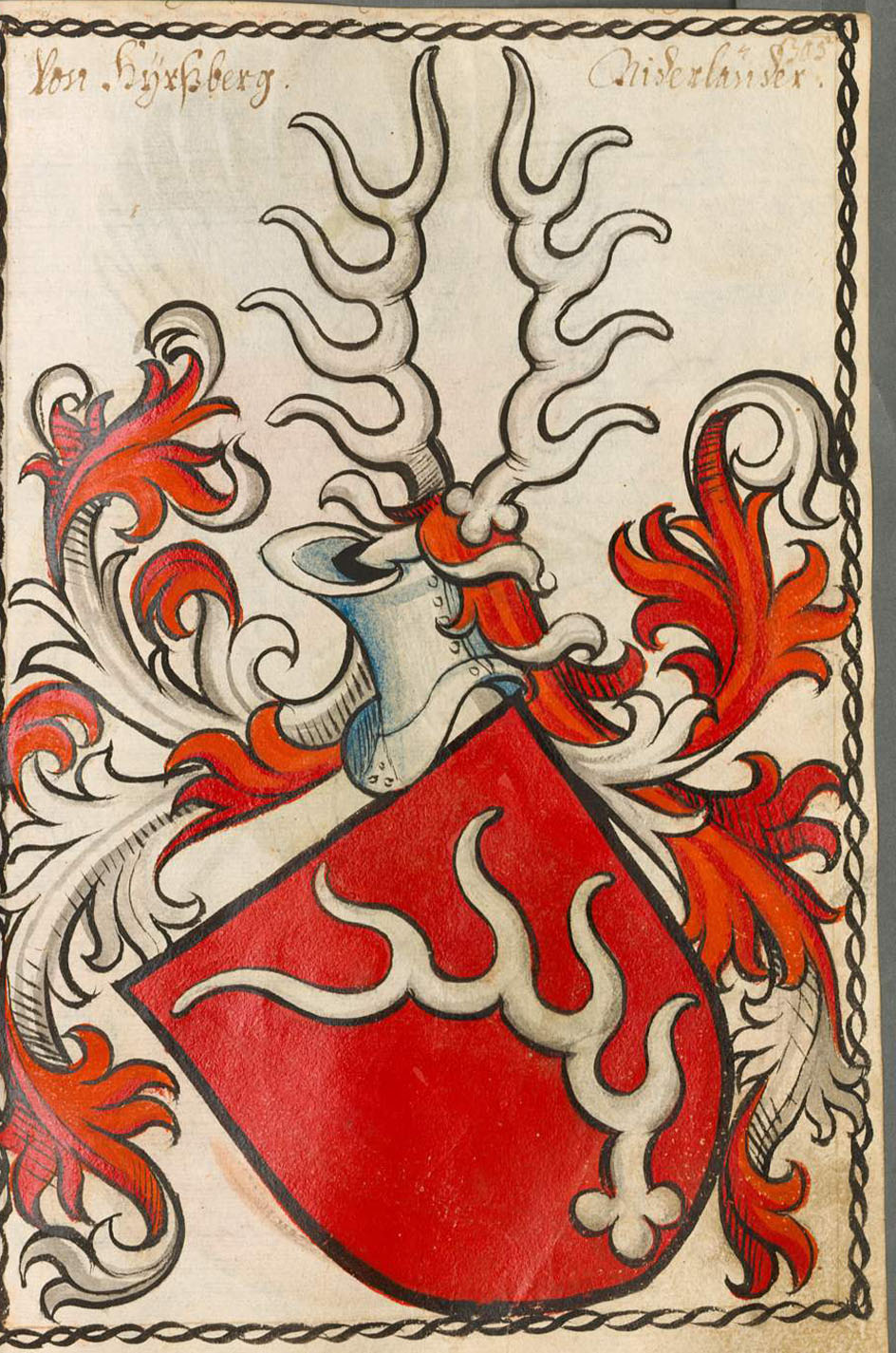
Wappen der Hirschberger im Scheiblerschen Wappenbuch (15. Jh.).

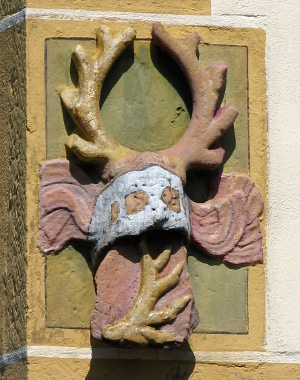
Wappen der Hirschberger am Turm der Evangelischen Kirche Hirschberg-Leutershausen

Die Hirschberger waren ein mittelalterliches Adelsgeschlecht, das bis zum Anfang des 17. Jahrhunderts existierte. Ihr Stammsitz war die Hirschburg auf dem Hirschberg in den Wäldern oberhalb von Leutershausen – heute Teilort der Gemeinde Hirschberg an der Bergstraße.

## Abgrenzung
Es gab im Mittelalter auch ein bayerisches Adelsgeschlecht mit dem Namen Hirschberger in Beilngries im Altmühltal. In den Aufzeichnungen und Urkunden beider Geschlechter gibt es aber keinerlei Hinweise auf irgendeine Verbindung der beiden Familien.
Untermauert wird das dadurch, dass Graf Gebhard III. von Dollnstein und Gögling sich erstmals im Jahre 1205 „von Hirschberg“ nennt – wahrscheinlich weil er über dem noch heute so genannten Ortsteil Hirschberg ansässig wurde und den Namen des Ortes annahm, in dem er das Schloss Hirschberg baute.

## Namensgebung
Der Name leitet sich vom althochdeutschen Wort für Hirsch – hiruz, hirez oder hirz – ab, wovon sich die älteren Formen des Namens Hirzesberger und Hirzberger ableiten, die in Urkunden zu finden sind. Für die Entstehung des Namens kann es mehrere Möglichkeiten geben:
- da auch andere Familienangehörige und -linien (die Hirschhorner) ein Geweih in ihrem Wappen tragen oder Orten einen Namen mit dem Bestandteil „Hirsch“ gaben, könnte sich die gesamte Familie schon seit ihrer Entstehung in dunkler Vorzeit einen Hirsch als Symbol und Grundlage ihres Namens ausgesucht haben.
- der gesamte Höhenrücken, auf dem sich der erste bekannte Adelsmann niederließ, und auf dem dieser mindestens eine, vielleicht zwei Burgen errichtet hat, trug in alten Zeiten den Namen Hirschberg. Die Edlen gaben sich daher schon bevor sie das erste Mal erwähnt wurden und die heute bekannte Hirschburg bauten den Namen des Berges, auf dem sie siedelten. Heute wird nur der Berg mit der Ruine der Hirschburg als Hirschberg bezeichnet. Die obere Kuppe des Bergrückens, auf dem vielleicht die erste, ältere Burg stand, heißt heute Schanzenköpfle.

## Geschichte
Erstmals urkundlich erwähnt ist das Geschlecht im Jahre 1142 im Lorscher Codex. Oberhaupt der Familie war damals Conrad I. von Hirzberg, der wahrscheinlich 1165 verstarb. 1142 wurde ihm das Lehen „Liuthereshusen“, das heutige Leutershausen, ein Ort in der Ebene unterhalb seines vermuteten Wohnsitzes, vom Kloster Lorsch übertragen. Im gleichen Jahr war dieser auch Zeuge unter den Edelfreien bei der Gründung von Kloster Schönau (Odenwald). Die Hirschburg im Wald oberhalb von Leutershausen dürfte von ihm erbaut worden sein.
Die erste Abbildung des Wappens der Edelfreien von Hirschberg stammt aus einem Lehensbuch von 1471, eine weitere aus einem Kopialbuch von 1508 (Verleihung eines Lehens vom Kurfürsten).
Sein Sohn Konrad II. von Hirzberg führte das Geschlecht der Hirschberger auf dem Stammsitz Hirschburg bei Leutershausen fort. Der zweite Sohn Heinrich I. gründete die neue Linie der Strahlenberger bzw. „Strahlenberg“. Sein Enkel Conrad I. der Strahlenberger erbaute 1235 die Strahlenburg und baute kurz danach auch die neue Stadt Schriesheim (ein Dorf namens Schriesheim gab es zu der Zeit bereits seit längerem).
Der Deutschordensritter Gerhard von Hirschberg (Deutschmeister von 1272 bis 1279) kommt nicht von der Hirschburg bei Leutershausen. Zwei Urkunden beweisen eindeutig seine Abstammung vom oben genannten Grafenhaus der Hirschberger bei Beilngries (Bayern).
Später wurden den Edelfreien Herren von Hirschberg von ihren Lehensgebern Dienstmannen zur Seite gestellt, die sich dann ebenfalls von Hirschberg nannten. Bis ins späte 13. Jahrhundert hinein war die Herkunft und der Stand eines Mannes sehr wichtig für seine Stellung und vor allem für die Aufgaben, die er übertragen bekam. So gab es eine Zeit lang ein nebeneinander von Edelfreien, die aufgrund ihrer Stellung die Lehen übertragen bekamen (und oft raue und unberechenbare Gesellen waren), und den Dienstmannen (meist verdiente Unfreie), die von den Lehensgebern (Kloster oder Graf) als loyale und zuverlässige Verwalter eingesetzt wurden.
Das Edelfreien-Geschlecht der Hirschberger starb wohl Anfang des 14. Jahrhunderts mit Heinrich III. aus, der im Jahre 1300 letztmals genannt wird. Das Dienstmannen-Geschlecht der Hirschberger starb am 21. August 1611 mit Johann Ludwig aus.

## Wappen

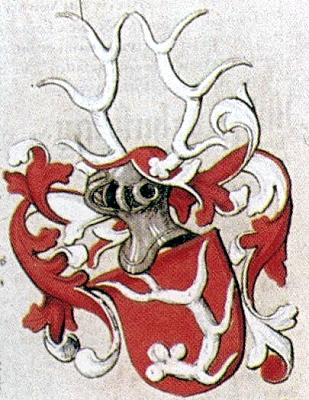
Wappen des Arnolt von Hirschberg im Lehensbuch des Kurfürsten Friedrich I. von 1471
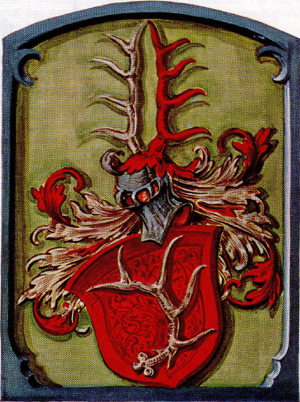
Wappen des Friedrich von Hirschberg im Kopialbuch, 1451 oder 1508
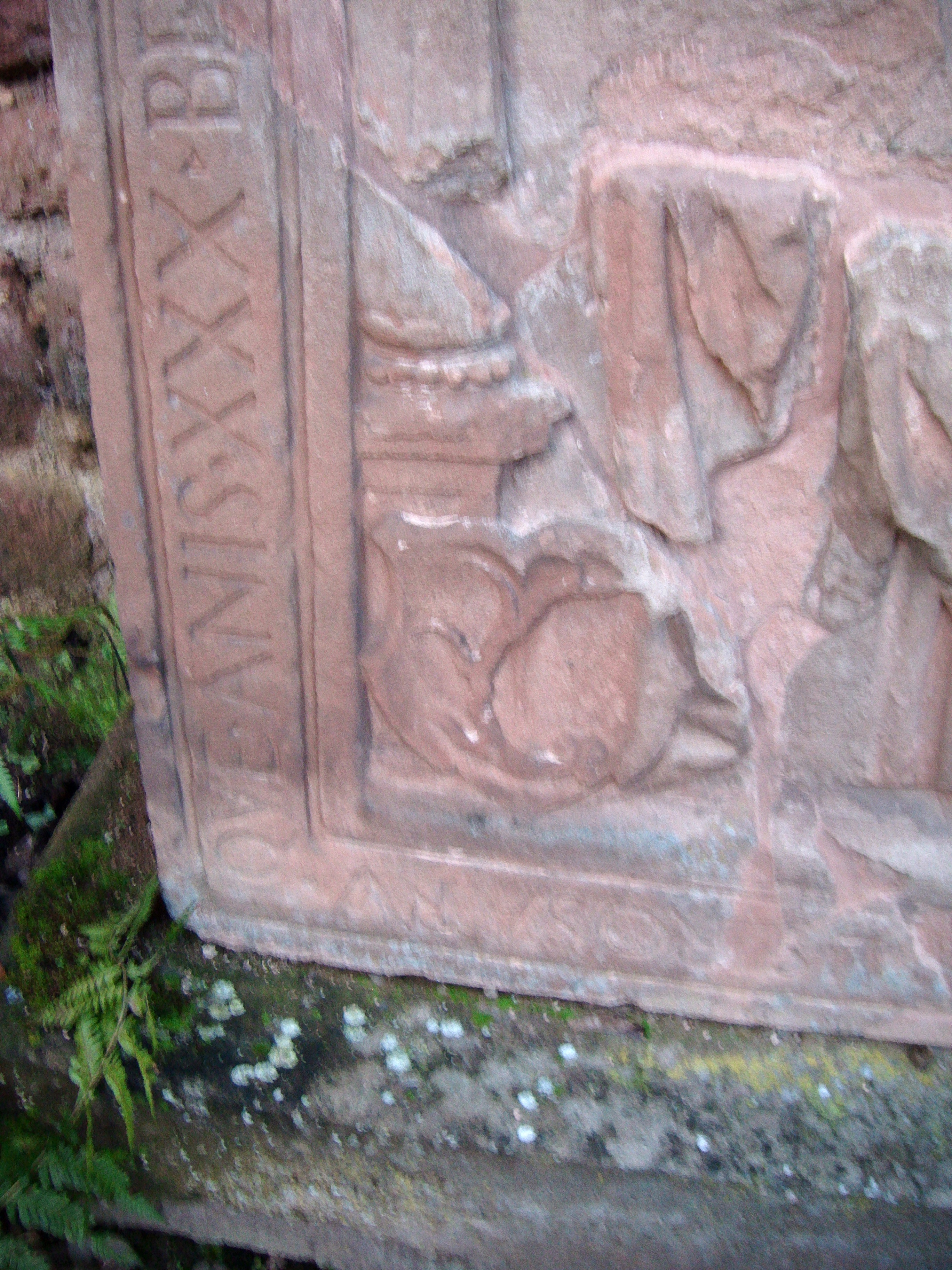
Hirschberger Wappen am Grabstein der Äbtissin Barbara Göler von Ravensburg († 1535), Kloster Rosenthal (Pfalz)